# Junge Welt-Pokal 1950
Der Junge Welt-Pokal 1950 war die 2. Auflage des höchsten Fußball-Pokalwettbewerbs der Altersklasse 17/18 auf dem Gebiet der DDR, der vom Deutschen Sportausschuß durchgeführt wurde. Der Pokalsieger wurde in einem Endrundenturnier ermittelt, das vom 9. bis 10. April 1950 in Ost-Berlin stattfand. Im Finale siegte die ZSG Union Halle mit 3:1 gegen die BSG KWU Erfurt und gewann neben dem Wanderpokal noch 14 Paar Fußballschuhe.

## Teilnehmende Mannschaften
Am Junge Welt-Pokal der Junioren (A-Jugend) für die Altersklasse (AK) 17/18 nahmen die besten Mannschaften der fünf Länder auf dem Gebiet der DDR, der Pokalverteidiger und je eine Mannschaft aus Ost-Berlin und West-Berlin teil. Spielberechtigt waren Spieler bis zum 18. Lebensjahr (Stichtag: 1. September 1931). 
Am Junge Welt-Pokal nahmen folgende acht Mannschaften teil:
| - Mecklenburg BSG Einheit Rostock - Brandenburg ZSG Bernau - Ost-Berlin SG Nordring | - Sachsen-Anhalt ZSG Union Halle (Fußballabteilung Melsa) - Sachsen BSG Fortschritt Borna - Thüringen BSG KWU Erfurt | - West-Berlin Hertha BSC BFC Nordstern (PV) (PV) – Pokalverteidiger |

## Modus
In der Endrunde wurden die Spiele in zwei Gruppen zu je vier Mannschaften nach dem Modus „Jeder gegen Jeden“ ausgetragen. Die beiden Gruppensieger ermittelten den Pokalsieger. Die Spielzeit in der Vorrunde ging über 2 × 20 Minuten, die im Endspiel über 2 × 35 Minuten.

## Vorrunde
Die Spiele in der Vorrunde wurden im BVG-Stadion auf zwei Plätzen ausgetragen.

### Gruppe I
Spiele
| Datum        |                | Ergebnis |                     |
| ------------ | -------------- | -------- | ------------------- |
| So 09. April | BSG KWU Erfurt | 1:0      | Hertha BSC          |
| So 09. April | BFC Nordstern  | 0:2      | BSG Einheit Rostock |
| So 09. April | BSG KWU Erfurt | 2:0      | BFC Nordstern       |
| So 09. April | Hertha BSC     | 1:0      | BSG Einheit Rostock |
| So 09. April | BSG KWU Erfurt | 0:0      | BSG Einheit Rostock |
| So 09. April | BFC Nordstern  | 3:5      | Hertha BSC          |

Abschlusstabelle
| Pl. | Mannschaft          | Sp. | S | U | N | Tore    | Quote | Punkte |
| --- | ------------------- | --- | - | - | - | ------- | ----- | ------ |
| 1.  | BSG KWU Erfurt      | 3   | 2 | 1 | 0 | 003:000 | ∞     | 05:10  |
| 2.  | Hertha BSC          | 3   | 2 | 0 | 1 | 006:400 | 1,50  | 04:20  |
| 3.  | BSG Einheit Rostock | 3   | 1 | 1 | 1 | 002:100 | 2,00  | 03:30  |
| 4.  | BFC Nordstern       | 3   | 0 | 0 | 3 | 003:900 | 0,33  | 0:60   |

### Gruppe II
Spiele
| Datum        |                       | Ergebnis |                 |
| ------------ | --------------------- | -------- | --------------- |
| So 09. April | BSG Fortschritt Borna | 0:0      | ZSG Union Halle |
| So 09. April | SG Nordring           | 0:1      | ZSG Bernau      |
| So 09. April | BSG Fortschritt Borna | 2:0      | SG Nordring     |
| So 09. April | ZSG Union Halle       | 2:0      | ZSG Bernau      |
| So 09. April | BSG Fortschritt Borna | 1:1      | ZSG Bernau      |
| So 09. April | SG Nordring           | 0:5      | ZSG Union Halle |

Abschlusstabelle
| Pl. | Mannschaft            | Sp. | S | U | N | Tore    | Quote | Punkte |
| --- | --------------------- | --- | - | - | - | ------- | ----- | ------ |
| 1.  | ZSG Union Halle       | 3   | 2 | 1 | 0 | 007:000 | ∞     | 05:10  |
| 2.  | BSG Fortschritt Borna | 3   | 1 | 2 | 0 | 003:100 | 3,00  | 04:20  |
| 3.  | ZSG Bernau            | 3   | 1 | 1 | 1 | 002:300 | 0,67  | 03:30  |
| 4.  | SG Nordring           | 3   | 0 | 0 | 3 | 000:800 | 0,00  | 0:60   |

## Finale
| Paarung         | BSG KWU Erfurt – ZSG Union Halle |
| Ergebnis        | 0:4 (0:2) |
| Datum           | Montag, 10. April 1950 |
| Stadion         | BVG-Stadion, Ost-Berlin |
| Tore            | 0:1 Schütze 0:2 Schütze 0:3 Landmann (Handstrafstoß) 0:4 Landmann (Foulstrafstoß) |
| BSG KWU Erfurt  | Siegfried Gauer – Heinz Dietsch, Georg Waitz – Waldemar Langwagen, Hans Lippmann, Dieter Kellner – Hans Knoth, Egon Melcher, Gerhard Feldweg, Horst Mielitz, Manfred Bohn Cheftrainer: Willy Gauer |
| ZSG Union Halle | Rudi Ehrt – Rolf Panterott, Gerhard Landmann – Hahn, Werner Schmidt, Herbert Eser – Karlheinz Schmidt, Gerhard Bierbaum, Rolf Schütze, Erwin Frommann , Walter Franke Cheftrainer: Gerhard Böning  |